# Kärmen
Kärmen är en sjö i Karlskoga kommun och Lekebergs kommun i Värmland och ingår i Göta älvs huvudavrinningsområde. Sjön är 14,8 meter djup, har en yta på 1,58 kvadratkilometer och är belägen 157 meter över havet. Sjön avvattnas av vattendraget Valån (Kärmälven).

## Delavrinningsområde
Kärmen ingår i det delavrinningsområde (657764-144010) som SMHI kallar för Utloppet av Kärmen. Medelhöjden är 173 meter över havet och ytan är 8,23 kvadratkilometer. Räknas de 2 avrinningsområdena uppströms in blir den ackumulerade arean 33,81 kvadratkilometer. Valån (Kärmälven) som avvattnar avrinningsområdet har biflödesordning 3, vilket innebär att vattnet flödar genom totalt 3 vattendrag innan det når havet efter 303 kilometer. Avrinningsområdet består mestadels av skog (73 procent). Avrinningsområdet har 1,65 kvadratkilometer vattenytor vilket ger det en sjöprocent på 20 procent.